# Maria Tacu
Maria Tacu (n. 15 februarie 1949, Burdusaci, Bacău, d. 18 iunie 2010, București) a fost o scriitoare română de poezie și proză care a publicat și sub pseudonimul de Maria Constantines.
A absolvit Universitatea „Alexandru Ioan Cuza” din Iași, Facultatea de Litere. 
A debutat în 1987 în revista Astra iar, editorial, în 1993 cu volumul de poezie Ierarhia luminii, pentru care a primit Premiul pentru debut al Asociației Scriitorilor din Iași. Scrie apoi proză, publică romanul Mătușa mea, Anestina în anul 2000. Temele predilecte ale acestei cărți - iubirea, singurătatea, moartea, feminitatea - se vor găsi și în romanele următoare. În anul 2005 publică romanul Vorba de ieri, roman despre ispită și putere iar în anul 2008, romanul Femei sub un copac roșu, carte care reia problema raportului dintre dragoste-artă-moarte.

## Opera
Nu există nici un cuvânt care să nu fie legat de o manieră subconștientă desigur de Maria Tacu în tot ce a scris. În cele trei cărți de proză și în cartea de poezie cu care debutează, întâlnim tot ce e mai important în viata unui om, copilăria, iubirea, creația, moartea. Dacă Matușa mea Anestina și Vorba de Ieri evidențiază personaje feminine, caractere puternice ce ascund în spatele unei forte aproape masculine o sensibiltate adesea sfâșietoare, Femei sub un copac roșu este, în ciuda titlui, cartea unui bărbat, un personaj care își pierde cu fiecare pagină tot mai mult din umanitate și devine tragic prin renunțarea la orice valoare morală. Putem spune că toate cărțile Mariei Tacu dezbat valoarea morală a celor care i-au devenit personaje și astfel au căpătat un destin veșnic. Valoarea operei Mariei Tacu, ca a oricărui scriitor, va fi stabilită de posteritate, dar, ce e mai important, sunt mărturia unei vieți conduse de o conștiință de un înalt nivel moral și artistic.
- Ierarhia luminii, Editura Danart, 1993;
- Mătușa mea, Anestina, Editura Cartea Românească, 2000;
- Vorba de Ieri, Editura Cartea Românească, 2005;
- Femei sub un copac roșu, Editura Polirom, 2008.
- Vlad și Katharina, Editura Tracus Arte, 2011